# Nullo Baldini
Nullo Baldini (Ravenna, 30 ottobre 1862 – Ravenna, 6 marzo 1945) è stato un politico e sindacalista italiano.

## Biografia

### Organizzatore di cooperative
Nato in una famiglia di tradizioni garibaldine, all'anagrafe fu chiamato Dionigi Giovanni. Un anno più tardi, quando in Polonia Francesco Nullo cadde in battaglia per la difesa della libertà, il padre riuscì a far cancellare all'anagrafe il nome originale sostituendolo con quello di Nullo. Fece studi tecnici e impegnò la propria vita nel campo dell'associazionismo per dare forza ai braccianti e ai ceti più deboli. Nel 1881 fu tra i fondatori dell'Associazione generale dei braccianti agricoli di Ravenna e ne divenne segretario nel 1883. Nel 1901 creò la Federazione delle cooperative della provincia di Ravenna. Tra i dirigenti appartenne all'ala minoritaria riformista, non massimalista, del Partito Socialista. Quindi non si trovò d'accordo con la linea massimalista impressa al partito da Benito Mussolini, all'epoca socialista.
Nullo Baldini, fisico imponente e sposato con Carolina Salotti, organizzò e diresse le cooperative di lavoro che riuscirono ad assumere importanti appalti di lavori pubblici e ad eseguire importanti bonifiche agrarie nell'Agro Pontino, portate avanti tra notevoli difficoltà. Tale attività fu finanziata - in particolare agli inizi - dall'Istituto di credito per le cooperative di Milano, costituito nel 1904. Baldini fece parte dell'Ufficio del Lavoro e di altri organismi similari.
Molto vicino a Filippo Turati, legato ad Ivanoe Bonomi ed eletto deputato nel 1921, Baldini uscì dal Partito Socialista con altri deputati riformisti (in opposizione ai massimalisti) nel 1922. Nel luglio dello stesso anno, quando le camicie nere di Italo Balbo occuparono Ravenna, Baldini si trovava nella sede della Federazione delle cooperative, l'ex palazzo Rasponi. Temendo per la sua vita, il deputato socialista forlivese Genuzio Bentini, avvocato e difensore di Mussolini in un processo del 1911, si recò, d'intesa con Turati, a Roma per fare presente a Mussolini che la sede delle cooperative poteva essere incendiata con grave rischio per l'incolumità di Baldini. Mussolini ascoltò in silenzio e poi disse: "Baldini non sarà toccato". All'uscita dal colloquio, Bentini osservò con i suoi: "La sede delle cooperative sarà senz'altro incendiata". Così fu: Baldini fu portato fuori e il palazzo dato alle fiamme.
Tra il 1922 e il 1924 fu membro del Parlamento nelle file del Partito Socialista Unitario (PSU), d'ispirazione socialdemocratica, cui avevano aderito Filippo Turati, Claudio Treves e di cui era segretario Giacomo Matteotti.

### In esilio a Parigi
Alla fine del 1924 Baldini emigrò, come Turati, Treves ed altri, in Francia dopo essersi rifiutato di restare a capo delle cooperative di Ravenna a condizione che avesse preso la tessera fascista. Rispose in dialetto: "Me an so an voltagabana..."(non sono un voltagabbana).  Rimase in esilio fino al 1941. A Parigi riprese a organizzare cooperative. Gestendo anche un alberghetto, nella zona di Montmartre, La Popote, che era la sede delle cooperative italiane di lavori pubblici all'estero, una filiale dell'Umanitaria di Milano, ed era per gli esuli un centro di ritrovo con mensa, bar, sala riunione, dormitorio. Turati lo definì "orribile tana" ma lì approderanno anche Pietro Nenni e Bruno Buozzi.
In Francia Baldini organizzò anche una cooperativa a Nérac, in Guascogna, nella proprietà del senatore e banchiere Luigi Della Torre e dell'ex corrispondente da Parigi del giornale Il Secolo di Milano, Luigi Campolonghi. Una cooperativa che dette lavoro a militanti socialisti delle varie anime, repubblicani o aderenti al partito detto di democrazia sociale, emigrati per opposizione al regime. In poco tempo quella tenuta diventò una meta per i profughi italiani che la andavano a visitare anche con le famiglie: Treves, Giuseppe Emanuele Modigliani, Nenni, Domizio Torrigiani, Francesco Schiavetti, Mario Bergamo, Aurelio Natoli, Silvio Trentin. Gli uomini discutevano dell'unità antifascista che porterà nel 1927 alla nascita della Concentrazione antifascista, i piccoli si divertivano: "Per noi bambini Nérac era il paradiso, c'erano i figli di molti profughi politici con cui giocare".
A Parigi i rapporti più stretti Baldini li tenne con i socialisti riformisti: Turati (di cui fu esecutore testamentario), Treves (i due abitavano nella stessa via, nei pressi dell'Opéra), Modigliani e Campolonghi. Frequentò un poco Francesco Saverio Nitti, l'ex premier che a Parigi era un punto di riferimento per l'antifascismo ma lo fece soprattutto perché la figlia, Maria Luigia detta Pimpa, si fidanzerà e si sposerà con il secondogenito di Nitti, Giuseppe. Non ebbe invece, pur essendo entrambi romagnoli, rapporti agevoli con Nenni, in quel periodo molto vicino alle posizioni comuniste..

### Il rientro in Italia
Alla fine del 1941 Baldini rientrò in Italia dopo una malattia che lo aveva obbligato a letto per otto mesi col pericolo di amputazione delle gambe. Di fatto è confinato a Ravenna. Ma nel 1943 riuscì insieme ad Alessandro Schiavi a costituire in clandestinità la Federazione socialista romagnola. Poco prima di morire fu anche nominato dal governo Bonomi commissario delle cooperative ravennati.